# MotoGP osztrák nagydíj
A MotoGP osztrák nagydíja a MotoGP egy korábbi versenye, melyet 1971 és 1997 között összesen 24 alkalommal rendeztek meg.

## Győztesek
| Év   | Helyszín      | MotoE           | MotoE          | Moto3          | Moto2            | MotoGP            | Összefoglaló |
| Év   | Helyszín      | Verseny 1       | Verseny 2      | Moto3          | Moto2            | MotoGP            | Összefoglaló |
| ---- | ------------- | --------------- | -------------- | -------------- | ---------------- | ----------------- | ------------ |
| 2025 | Red Bull Ring | Matteo Ferrari  | Matteo Ferrari | Ángel Piqueras | Diogo Moreira    | Marc Márquez      | Összefoglaló |
| 2024 | Red Bull Ring | Óscar Gutiérrez | Héctor Garzó   | David Alonso   | Celestino Vietti | Francesco Bagnaia | Összefoglaló |
| 2023 | Red Bull Ring | Mattia Casadei  | Mattia Casadei | Deniz Öncü     | Celestino Vietti | Francesco Bagnaia | Összefoglaló |
| 2022 | Red Bull Ring | Eric Granado    | Eric Granado   | Szaszaki Ajumu | Ogura Ai         | Francesco Bagnaia | Összefoglaló |

| Év   | Helyszín      | MotoE                                 | Moto3         | Moto2          | MotoGP           | Összefoglaló |
| ---- | ------------- | ------------------------------------- | ------------- | -------------- | ---------------- | ------------ |
| 2021 | Red Bull Ring | Lukas Tulovic                         | Sergio García | Raúl Fernández | Brad Binder      | Összefoglaló |
| 2020 | Red Bull Ring | Törölték a koronavírus-járvány miatt. | Albert Arenas | Jorge Martín   | Andrea Dovizioso | Összefoglaló |
| 2019 | Red Bull Ring | Mike di Meglio                        | Romano Fenati | Brad Binder    | Andrea Dovizioso | Összefoglaló |

| Év   | Helyszín      | Moto3             | Moto2             | MotoGP           | Összefoglaló |
| ---- | ------------- | ----------------- | ----------------- | ---------------- | ------------ |
| 2018 | Red Bull Ring | Marco Bezzecchi   | Francesco Bagnaia | Jorge Lorenzo    | Összefoglaló |
| 2017 | Red Bull Ring | Joan Mir          | Franco Morbidelli | Andrea Dovizioso | Összefoglaló |
| 2016 | Red Bull Ring | Joan Mir          | Johann Zarco      | Andrea Iannone   | Összefoglaló |
| Év   | Helyszín      | 125 cm³           | 250 cm³           | 500 cm³          | Összefoglaló |
| 1997 | A1-Ring       | Ueda Noboru       | Olivier Jacque    | Michael Doohan   | Összefoglaló |
| 1996 | A1-Ring       | Ivan Goi          | Ralf Waldmann     | Àlex Crivillé    | Összefoglaló |
| 1994 | Salzburgring  | Dirk Raudies      | Loris Capirossi   | Michael Doohan   | Összefoglaló |
| 1993 | Salzburgring  | Cudzsimura Takesi | Doriano Romboni   | Kevin Schwantz   | Összefoglaló |
| 1991 | Salzburgring  | Fausto Gresini    | Helmut Bradl      | Michael Doohan   | Összefoglaló |
| 1990 | Salzburgring  | Jorge Martínez    | Luca Cadalora     | Kevin Schwantz   | Összefoglaló |

| Év   | Helyszín     | 80 cm³            | 125 cm³        | 250 cm³          | 500 cm³         | Összefoglaló |
| ---- | ------------ | ----------------- | -------------- | ---------------- | --------------- | ------------ |
| 1989 | Salzburgring |                   | Hans Spaan     | Sito Pons        | Kevin Schwantz  | Összefoglaló |
| 1988 | Salzburgring |                   | Jorge Martínez | Jacques Cornu    | Eddie Lawson    | Összefoglaló |
| 1987 | Salzburgring | Jorge Martínez    | Fausto Gresini | Anton Mang       | Wayne Gardner   | Összefoglaló |
| 1986 | Salzburgring | Jorge Martínez    | Luca Cadalora  | Carlos Lavado    | Eddie Lawson    | Összefoglaló |
| 1985 | Salzburgring |                   | Fausto Gresini | Freddie Spencer  | Freddie Spencer | Összefoglaló |
| 1984 | Salzburgring | Stefan Dörflinger |                | Christian Sarron | Eddie Lawson    | Összefoglaló |
| Year | Track        | 50 cc             | 125 cc         | 250 cc           | 500 cc          | Report       |
| 1983 | Salzburgring |                   | Angel Nieto    | Manfred Herweh   | Kenny Roberts   | Összefoglaló |

| Év   | Helyszín     | 50 cm³       | 125 cm³            | 250 cm³          | 350 cm³           | 500 cm³          | Összefoglaló |
| ---- | ------------ | ------------ | ------------------ | ---------------- | ----------------- | ---------------- | ------------ |
| 1982 | Salzburgring |              | Angel Nieto        |                  | Eric Saul         | Franco Uncini    | Összefoglaló |
| 1981 | Salzburgring |              | Angel Nieto        |                  | Patrick Fernandez | Randy Mamola     | Összefoglaló |
| 1979 | Salzburgring |              | Angel Nieto        |                  | Kork Ballington   | Kenny Roberts    | Összefoglaló |
| 1978 | Salzburgring |              | Eugenio Lazzarini  |                  | Kork Ballington   | Kenny Roberts    | Összefoglaló |
| 1977 | Salzburgring |              | Eugenio Lazzarini  |                  |                   | Jack Findlay     | Összefoglaló |
| 1976 | Salzburgring |              | Pier Paolo Bianchi |                  | Johnny Cecotto    | Barry Sheene     | Összefoglaló |
| 1975 | Salzburgring |              | Paolo Pileri       |                  | Kanaja Hideo      | Kanaja Hideo     | Összefoglaló |
| 1974 | Salzburgring |              | Kent Andersson     |                  | Giacomo Agostini  | Giacomo Agostini | Összefoglaló |
| 1973 | Salzburgring |              | Kent Andersson     | Jarno Saarinen   | Drapál János      | Jarno Saarinen   | Összefoglaló |
| 1972 | Salzburgring |              | Angel Nieto        | Börje Jansson    | Giacomo Agostini  | Giacomo Agostini | Összefoglaló |
| 1971 | Salzburgring | Jan de Vries | Angel Nieto        | Silvio Grassetti | Giacomo Agostini  | Giacomo Agostini | Összefoglaló |